# アイエイアイ
株式会社アイエイアイ（IAI CORPORATION.）は、静岡市清水区に本社を置く産業用ロボットのメーカーである。「IAI」は、小型単軸ロボットの製品名「IA（インテリジェント・アクチュエーター）」と「インコーポレイテッド」との組み合わせ。

## 特色
小型産業用ロボットメーカー。単軸、直交ロボットにおいては世界トップシェア。（富士経済調査）

## 製品
- スカラロボット
- 直交ロボット
- アクチュエータ
- エレシリンダー[1] - 2点間移動に特化したコントローラー一体型の電動アクチュエーター。油圧・空圧に比べメリットが大きい。

## 関連会社
- IAI America,Inc.（アメリカ販売会社）
- IAI Industrieroboter GmbH（ヨーロッパ販売会社）
- IAI (Shanghai)Co.,Ltd.（中国販売会社）
- IAI Robot (Thailand) Co., Ltd.（東南アジア販売会社）